# Sintfeld
Koordinaten: 51° 30′ 7″ N, 8° 44′ 47″ O
Das Sintfeld, auch Sindfeld genannt, ist ein Hochplateau im Kreis Paderborn mit Randlagen im Hochsauerlandkreis, Nordrhein-Westfalen (Deutschland).
Mit Randbergen, die teils außerhalb der naturräumlichen Einheit Sindfeld liegen, breitet es sich auf etwa 200 m (nördlich von Büren im Almetal) bis 456,2 m ü. NHN (Karpkeberg nahe Essentho) aus.

## Geografie

### Lage
Das Sintfeld liegt in Westfalen rund um das südlich von Paderborn gelegene Bad Wünnenberg. Es ist die südliche Teillandschaft der Paderborner Hochfläche und damit vom geologischen Aufbau her Teil der Westfälischen Bucht, als Landschaftsform betrachtet ist es Teil der deutschen Mittelgebirge.
Im Norden grenzt es an die Brenkener Bergplatte und das Blockfeld, im Nordosten an die Lichtenauer Bergebene, also die übrigen drei Teillandschaften der Paderborner Hochfläche. Den Osten und Südosten begrenzen das Eggegebirge als Teil des Weserberglands, den Süden das Diemelbergland als Teil des nordhessischen Berglands und den Südwesten das Almebergland als Teil des Sauerlands; jenseits bzw. südlich des Almeberglands befindet sich die Briloner Hochfläche.

### Naturräumliche Gliederung und Zuordnung
Das Hochplateau bildet in der naturräumlichen Haupteinheitengruppe Oberes Weserbergland (Nr. 36) und in der Haupteinheit Paderborner Hochfläche (362) die Untereinheit Sindfeld (362.1), die sich in die Naturräume Sandbergwald (362.10) im Westen, Fürstenberger Platte (362.11) in der Mitte und Essenthoer Feld (362.12) im Osten aufteilt.
Nördlich schließt sich der Naturraum Borchener Platten (362.0) an. Nordnordöstlich liegt der Naturraum Lichtenauer Becken (363.02) in der Untereinheit Westliches Egge-Vorland (363.0), die zur Haupteinheit Egge-Gebiet (363) zählt. In deren Untereinheit Egge (363.1) befindet sich nordöstlich der Naturraum Kleinenberger Mulde (363.12) und östlich der Naturraum Warburger Wald (363.13). Außerdem im Osten liegt der Naturraum Wrexer Diemeltal (341.00), der in der Haupteinheitengruppe  Westhessisches Bergland (34) und in der Haupteinheit Ostwaldecker Randsenken (341) Teil der Untereinheit Mitteldiemelsenke (341.0) ist. Im Süden schließen sich die Untereinheit Fürstenberger Wald (334.8) sowie die Naturräume Briloner Kalkplatten (334.70) und Almer Grund (334.71), die zur Untereinheit Briloner Land (334.7) gehören; sie alle sind Teil der Haupteinheit Nordsauerländer Oberland (334), einem Teil der Haupteinheitengruppe Süderbergland (33). Im Westen schließt sich die Untereinheit Haarstrang (542.3) an, die wie der nordwestlich gelegene Naturraum Geseker Oberbörde (542.23), einem Teil der Untereinheit Oberer Hellweg (542.2), in der Haupteinheitengruppe Westfälische Bucht (54) zur Haupteinheit Hellwegbörden (542) zählen.

### Wasserscheide

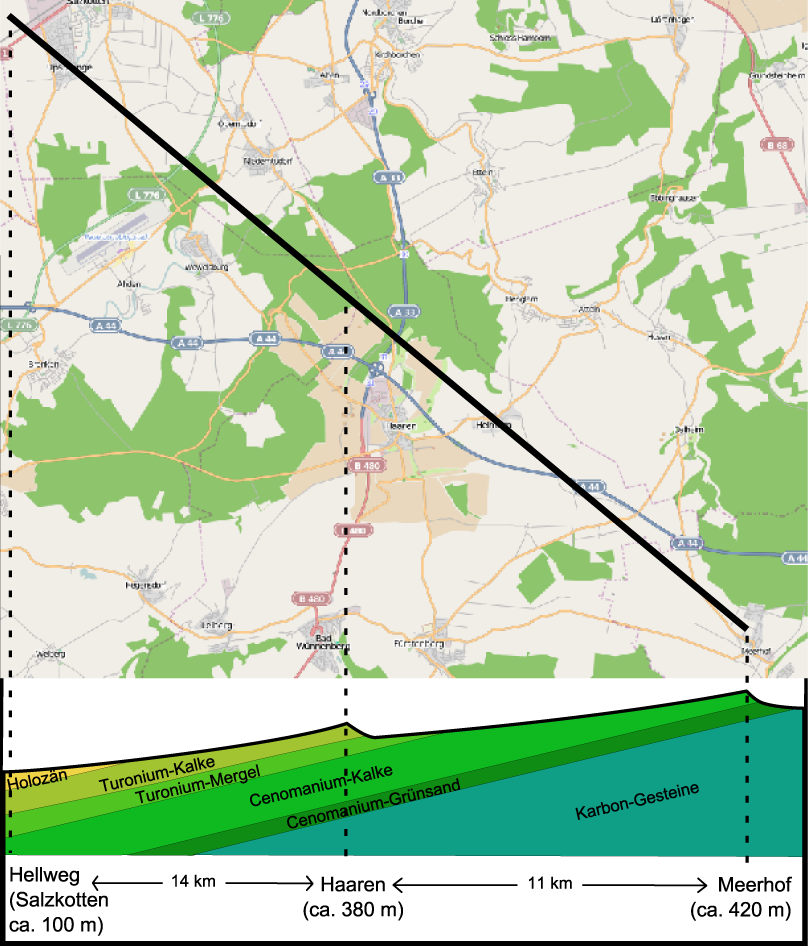
Geologischer Schnitt durch das Sintfeld

Über das Sintfeld verläuft die Rhein-Weser-Wasserscheide. Dies bedeutet, dass das Wasser aller Fließgewässer, welche die Hochfläche in nordwestlicher Richtung entwässern, über die Alme, Lippe in den Rhein fließt, während jenes der nur kurzen Bäche, beispielsweise der Duhlbach, die in die entgegengesetzte Richtung verlaufen, durch die Diemel in die Weser münden.

### Gewässer
Zu den Gewässern auf dem oder am Rand des Sintfelds gehören:
Fließgewässer:
| - Alme (westlich abgrenzend; Zufluss der Lippe) - Aabach (Zufluss der Afte) - Afte (Zufluss der Alme) - Diemel (südöstlich angrenzend; Zufluss der Weser) | - Duhlbach (Zufluss der Diemel) - Karpke (Zufluss der Wiele) - Wiele (Zufluss der Afte) |

Stillgewässer:
- Aabachtalsperre (südlich von Bad Wünnenberg)
- Paddelteich (im Kurpark von Bad Wünnenberg)

### Berge
Zum Sintfeld gehören diese es im Regelfall einrahmenden Berge, Bergkuppen und -sporne – sortiert nach Höhe in Meter (m) über Normalhöhennull (NHN):
| - Karpkeberg (456,2 m; südlich außerhalb) westsüdwestlich von Essentho - Hoheloh (451 m; nahe Südostrand) südwestlich von Oesdorf - Messenberg (445,7 m; nahe Südrand) nordwestlich von Bleiwäsche - Auf der Asche (436,3 m; im Ostteil) ostnordöstlich von Meerhof - Hirseberg (435,6 m; am Südrand) nordwestlich von Essentho - Sandberg (423,1 m; am Südwestrand) südlich von Leiberg | - Königsberg (420,5 m; Südrand) südsüdwestlich von Bad Wünnenberg - Spreenberg (403,7 m; südlich außerhalb) südsüdöstlich von Bad Wünnenberg - Hengler Berg (339,4 m; nördlich außerhalb) nördlich von Helmern - Mittelberg (326,2 m; nördlich außerhalb) zwischen Helmern und Dalheim - Böckerberg (316,5 m; im Nordostteil) südwestlich von Dalheim - Mühlenberg (312,4 m; am Westrand) nordnordöstlich von Siddinghausen |

### Ortschaften
Ortschaften und Weiler auf dem oder am Rand des Sintfelds sind:
| - Bad Wünnenberg (im Mittelteil) - Haaren (nördlich außerhalb) - Helmern (nördlich außerhalb) - Eilern (am Nordrand) - Elisenhof (am Nordrand) - Friedrichsgrund (am Nordrand) mit dem Gutshof Friedrichsgrund - Dalheim (im Nordostteil) - Fürstenberg (im Mittelteil) - Hegensdorf (im Mittelteil) - Leiberg (im Mittelteil) - Bleiwäsche (am Südrand) | - Lichtenau (weit östlich außerhalb) - Blankenrode (im Nordostteil) - Büren (am Westrand) - Barkhausen (im Westteil) - Keddinghausen (im Westteil) - Harth (am Südwestrand) - Weiberg (am Südwestrand) - Siddinghausen (am Westrand) - Weine (am Westrand) - Marsberg (südöstlich abseits des Sintfelds) - Meerhof (im Ostteil) - Oesdorf (im Ostteil) - Essentho (am Südostrand) - Westheim (südöstlich außerhalb) |

Wüstungen des Sintfelds sind:
| - Fornholte - Andepen - Imminghausen - Unterblikesen - Oberblikesen - Bruchhausen - Edinghausen - Zinsdorf - Vesperthe - Bergheim - Dorsloh oder Dorslon - Beffede - Twiste - Aspe - Dorpede - Hasselborn | - Nutlon - Hattepe - Kircheilern - Osteilern - Boclon - Versede - Bodene - Westhelmern - Schwafen - Knickenhagen - Wulfeshausen - Tedekenlo - Kerkberg - Altenböddeken - Tindeln |

Von 41 mittelalterlichen Orten des Sintfelds fielen 30, also 73 % wüst. Weitere 10 waren zeitweise wüst. Nur das heutige Bad Wünnenberg wurde in der Zeit der spätmittelalterlichen Wüstungsperiode nicht aufgegeben.

## Geschichte

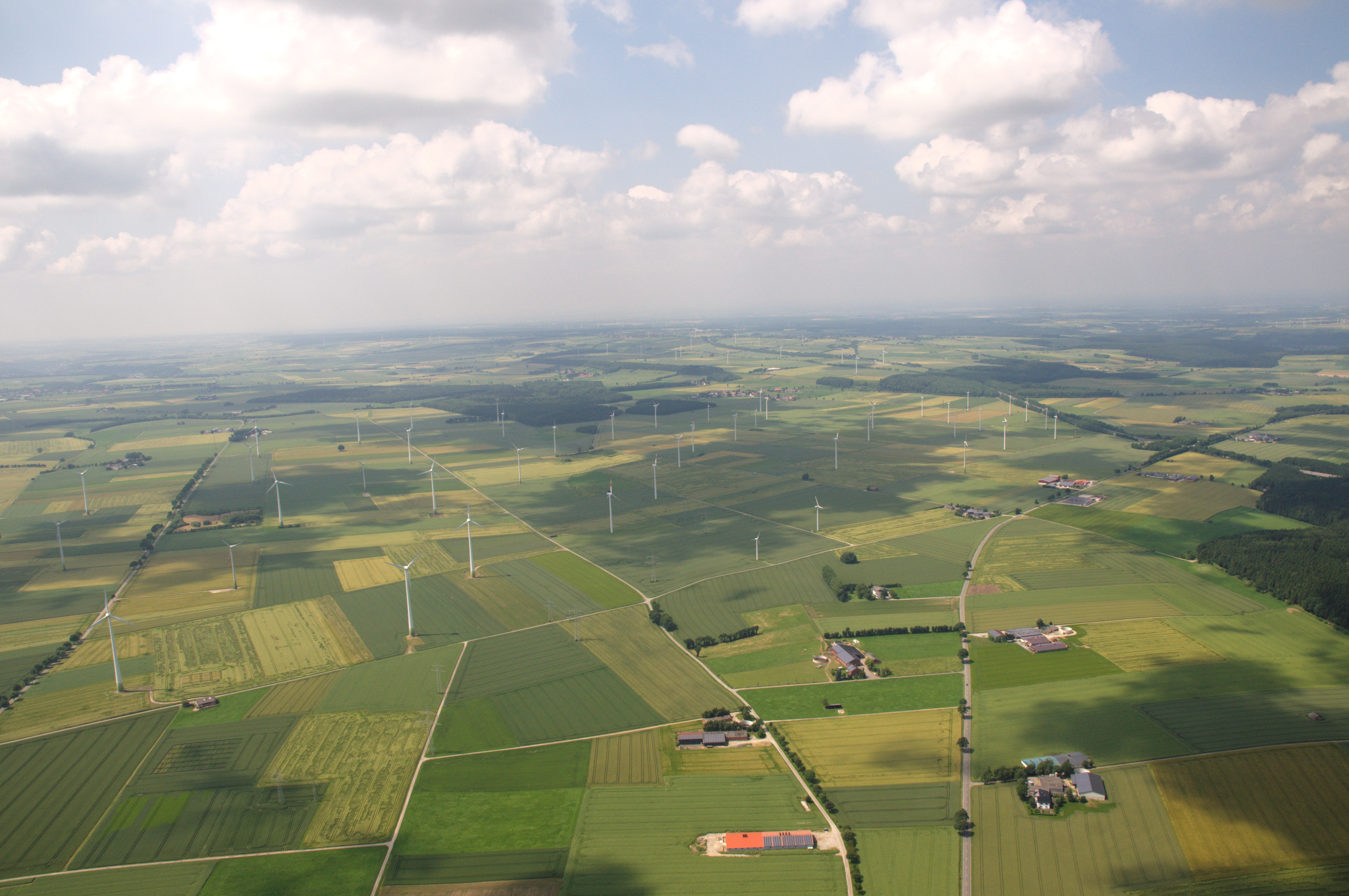
Windpark Sintfeld westlich von Meerhof

Das Sintfeld gehört seit dem Frühmittelalter zum engernschen Stammesgebiet. Auf dem Sintfeld fand 794 eine der größten Schlachten des Fränkischen Kriegs in Sachsen statt. Das Fränkische Heer setzte Panzerreiter ein und konnte die um ihre Freiheit kämpfenden Sachsen besiegen. Das Gefecht fand in der Spätphase der von 772 bis etwa 804 dauernden Sachsenkriege Karls des Großen statt. Es war in dieser Zeit die letzte große Erhebung der Sachsen. Der Kampf der Sachsen (Westfalen) und Friesen in den Jahren 793 und 794 richtete sich nach den Schilderungen Alkuins gegen die von den Franken eingeführte Zehntpflicht. Die römisch-katholischen Priester seien als Geldeintreiber Räubern gleich aufgetreten.
In der Folge gehörte das Sintfeld stets zum Gebiet des Bischofs von Paderborn, dem späteren geistlichen Fürstentum Hochstift Paderborn. 1802 wurde es vom Königreich Preußen annektiert, nur unterbrochen vom französisch dominierten Königreich Westphalen.  
Auf dem Sintfeld befindet sich der 2001 in Betrieb genommene Windpark Sintfeld.

## Verkehr und Wandern
Nördlich vorbei am Sintfeld führt die Bundesautobahn 44 (Dortmund–Kassel) in Westnordwest-Ostsüdost-Richtung. Am Autobahnkreuz Wünnenberg-Haaren überquert sie die Bundesstraße 480 (Paderborn–Bad Wünnenberg–Brilon), die südlich davon in Nord-Süd-Richtung den Westteil der Landschaft durchschneidet. Von der B 480 zweigen mehrere Landesstraßen ab, die durch die Landschaft verlaufen, zum Beispiel die L 549 (Bad Wünnenberg–Fürstenberg–Essentho).
Den Ostrand des Sintfelds berührt der Europäische Fernwanderweg E1, und durch den Westteil führt der 174 km lange Uplandweg. Beide Wege kreuzt der 144 km lange Sintfeld-Höhenweg, der als Rundweg um die Landschaft und unter anderem in das Eggegebirge verläuft.